# گوندام، مالی
گوندام (به لاتین: Goundam) یک منطقهٔ مسکونی در مالی است که در استان تومبوکتو واقع شده‌است.
 گوندام ۱۰۱ کیلومتر مربع مساحت و ۱۶٬۲۵۳ نفر جمعیت دارد و ۳۴۹ متر بالاتر از سطح دریا واقع شده‌است.